# Portugal Open
El Torneig d'Oeiras, conegut oficialment com a Portugal Open, fou una competició tennística professional que es disputà sobre terra batuda a l'Estádio Nacional d'Oeiras, prop d'Estoril, Portugal. Va pertànyer a les sèries 250 del circuit ATP masculí i dels International Tournaments del circuit WTA femení.
El torneig masculí fou creat l'any 1990 per João Lagos amb el nom d'Estoril Open. Des del 1998 també es disputa en categoria femenina, tot i que la primera edició pertanyia al circuit ITF, i a partir de la següent ja va entrar en el circuit WTA. Les primeres edicions del torneig en categoria masculina estigueren dominades per tennistes espanyols, posteriorment per argentins, i actualment es troba més obert a diferents països. L'any 2013 es va canviar al nom actual de Portugal Open per tal de potenciar la marca Portugal en l'organització d'esdeveniments internacionals. Es disputà per última vegada l'any 2014, sent substituït per un nou torneig celebrat també a Estoril per amb una organització diferent.

## Palmarès

### Individual masculí
| Any  | Campió                    | Finalista         | Resultat           |
| ---- | ------------------------- | ----------------- | ------------------ |
| 2014 | Carlos Berlocq            | Tomáš Berdych     | 0−6, 7−5, 6−1      |
| 2013 | Stanislas Wawrinka        | David Ferrer      | 6−1, 6−4           |
| 2012 | Juan Martín del Potro (2) | Richard Gasquet   | 6−4, 6−2           |
| 2011 | Juan Martín del Potro     | Fernando Verdasco | 6−2, 6−2           |
| 2010 | Albert Montañés (2)       | Frederico Gil     | 6−2, 6−7(4), 7−5   |
| 2009 | Albert Montañés           | James Blake       | 5−7, 7−6(6), 6−0   |
| 2008 | Roger Federer             | Nikolai Davidenko | 7−6, 1−2, retirada |
| 2007 | Novak Đoković             | Richard Gasquet   | 7−6(7), 0−6, 6−1   |
| 2006 | David Nalbandian (2)      | Nikolai Davidenko | 6−3, 6−4           |
| 2005 | Gastón Gaudio             | Tommy Robredo     | 6−1, 2−6, 6−1      |
| 2004 | Juan Ignacio Chela        | Marat Safin       | 6−7, 6−3, 6−3      |
| 2003 | Nikolai Davidenko         | Agustín Calleri   | 6−4, 6−3           |
| 2002 | David Nalbandian          | Jarkko Nieminen   | 6−4, 7−6           |
| 2001 | Juan Carlos Ferrero       | Fèlix Mantilla    | 7−6, 4−6, 6−3      |
| 2000 | Carles Moyà               | Francisco Clavet  | 6−3, 6−2           |
| 1999 | Albert Costa              | Todd Martin       | 7−6, 2−6, 6−3      |
| 1998 | Alberto Berasategui       | Thomas Muster     | 3−6, 6−1, 6−3      |
| 1997 | Àlex Corretja             | Francisco Clavet  | 6−3, 7−5           |
| 1996 | Thomas Muster (2)         | Andrea Gaudenzi   | 7−6, 6−4           |
| 1995 | Thomas Muster             | Albert Costa      | 6−4, 6−2           |
| 1994 | Carles Costa (2)          | Andrí Medvèdev    | 4−6, 7−5, 6−4      |
| 1993 | Andrí Medvèdev            | Karel Nováček     | 6−4, 6−2           |
| 1992 | Carles Costa              | Sergi Bruguera    | 4−6, 6−2, 6−2      |
| 1991 | Sergi Bruguera            | Karel Nováček     | 7−6, 6−1           |
| 1990 | Emilio Sánchez Vicario    | Franco Davin      | 6−3, 6−1           |

### Individual femení
| Any  | Campiona                  | Finalista              | Resultat              |
| ---- | ------------------------- | ---------------------- | --------------------- |
| 2014 | Carla Suárez Navarro      | Svetlana Kuznetsova    | 6−4, 3−6, 6−4         |
| 2013 | Anastassia Pavliutxénkova | Carla Suárez Navarro   | 7−5, 6−2              |
| 2012 | Kaia Kanepi               | Carla Suárez Navarro   | 3−6, 7−6(6), 6−4      |
| 2011 | Anabel Medina Garrigues   | Kristina Barrois       | 6−1, 6−2              |
| 2010 | Anastasija Sevastova      | Arantxa Parra Santonja | 6−2, 7−5              |
| 2009 | Yanina Wickmayer          | Iekaterina Makàrova    | 7−5, 6−2              |
| 2008 | Maria Kirilenko           | Iveta Benešová         | 6−4, 6−2              |
| 2007 | Greta Arn                 | Viktória Azàrenka      | 2−6, 6−1, 7−6(3)      |
| 2006 | Jie Zheng                 | Li Na                  | 6−7(5), 7−5, retirada |
| 2005 | Šafářová                  | Li Na                  | 6−7, 6−4, 6−3         |
| 2004 | Emilie Loit               | Iveta Benešová         | 7−5, 7−6              |
| 2003 | Magüi Serna (2)           | Julia Schruff          | 6−4, 6−1              |
| 2002 | Magüi Serna               | Anca Barna             | 6−4, 6−2              |
| 2001 | Àngels Montolio           | Elena Bovina           | 3−6, 6−3, 6−2         |
| 2000 | Anke Huber                | Nathalie Dechy         | 6−1, 1−6, 7−5         |
| 1999 | Katarina Srebotnik        | Rita Kuti Kis          | 6−3, 6−1              |
| 1998 | Barbara Schwartz          | Raluca Sandu           | 6−2, 6−3              |

### Dobles masculins
| Any  | Campions                               | Finalistes                             | Resultat            |
| ---- | -------------------------------------- | -------------------------------------- | ------------------- |
| 2014 | Santiago González Scott Lipsky (2)     | Pablo Cuevas David Marrero             | 6-3, 3-6, [10-8]    |
| 2013 | Santiago González Scott Lipsky         | Aisam-ul-Haq Qureshi Jean-Julien Rojer | 6-3, 4-7, [10-7]    |
| 2012 | Aisam-ul-Haq Qureshi Jean-Julien Rojer | Julian Knowle David Marrero            | 7-5, 7-5            |
| 2011 | Eric Butorac Jean-Julien Rojer         | Marc López David Marrero               | 6-3, 6-4            |
| 2010 | Marc López David Marrero               | Pablo Cuevas Marcel Granollers         | 6-7(1), 6-4, [10-4] |
| 2009 | Eric Butorac Scott Lipsky              | Martin Damm Robert Lindstedt           | 6-3, 6-2            |
| 2008 | Jeff Coetzee Wesley Moodie             | Jamie Murray Kevin Ullyett             | 6-2, 4-6, 10-8      |
| 2007 | Marcelo Melo André Sá                  | Martín Alberto García Sebastián Prieto | 3-6, 6-2, 10-6      |
| 2006 | Lukáš Dlouhý Pavel Vízner              | Lucas Arnold Ker Leoš Friedl           | 6-3, 6-1            |
| 2005 | František Čermák Leoš Friedl           | Juan Ignacio Chela Tommy Robredo       | 6-3, 6-4            |
| 2004 | Juan Ignacio Chela Gastón Gaudio       | František Čermák Leoš Friedl           | 6-2, 6-1            |
| 2003 | Mahesh Bhupathi Maks Mirni             | Lucas Arnold Ker Mariano Hood          | 6-1, 6-2            |
| 2002 | Karsten Braasch Andrei Olkhovski       | Simon Aspelin Andrew Kratzmann         | 6-3, 6-3            |
| 2001 | Radek Štěpánek Michal Tabara           | Donald Johnson Nenad Zimonjić          | 6-4, 6-1            |
| 2000 | Donald Johnson Piet Norval             | David Adams Joshua Eagle               | 6-4, 7-5            |
| 1999 | Tomàs Carbonell Donald Johnson         | Jiří Novák David Rikl                  | 6-3, 2-6, 6-1       |
| 1998 | Donald Johnson Francisco Montana       | David Roditi Fernon Wibier             | 6-1, 2-6, 6-1       |
| 1997 | Gustavo Kuerten Fernando Meligeni      | Andrea Gaudenzi Filippo Messori        | 6-2, 6-2            |
| 1996 | Tomàs Carbonell Francisco Roig         | Tom Nijssen Greg Van Emburgh           | 6-3, 6-2            |
| 1995 | Ievgueni Kàfelnikov Andrei Olkhovski   | Marc-Kevin Goellner Diego Nargiso      | 5-7, 7-5, 6-2       |
| 1994 | Cristian Brandi Federico Mordegan      | Richard Krajicek Menno Oosting         |                     |
| 1993 | David Adams Andrei Olkhovski           | Menno Oosting Udo Riglewski            | 6-3, 7-5            |
| 1992 | Hendrik Jan Davids Libor Pimek         | Luke Jensen Laurie Warder              | 3-6, 6-3, 7-5       |
| 1991 | Paul Haarhuis Mark Koevermans          | Tom Nijssen Cyril Suk                  | 6-3, 6-3            |
| 1990 | Sergi Casal Emilio Sánchez             | Omar Camporese Paolo Canè              | 7-5, 4-6, 7-5       |

### Dobles femenins
| Any  | Campiones                                | Finalistes                                    | Resultat         |
| ---- | ---------------------------------------- | --------------------------------------------- | ---------------- |
| 2014 | Cara Black Sania Mirza                   | Eva Hrdinová Valéria Soloviova                | 6−4, 6−3         |
| 2013 | Chan Hao-ching Kristina Mladenovic       | Darija Jurak Katalin Marosi                   | 7−6(3), 6−2      |
| 2012 | Chuang Chia-jung Zhang Shuai             | Iaroslava Xvédova Galina Voskobóieva          | 4−6, 6−1, [11−9] |
| 2011 | Alissa Kleibànova Galina Voskobóieva     | Eleni Daniïlidu Michaëlla Krajicek            | 6−4, 6−2         |
| 2010 | Sorana Cîrstea Anabel Medina Garrigues   | Vitalia Diatchenko Aurélie Vedy               | 6−1, 7−5         |
| 2009 | Raquel Kops-Jones Abigail Spears         | Sharon Fichman Katalin Marosi                 | 2−6, 6−3, [10−5] |
| 2008 | Maria Kirilenko Flavia Pennetta          | Mervana Jugić-Salkić İpek Şenoğlu             | 6−4, 6−4         |
| 2007 | Andreea Ehritt-Vanc Anastassia Rodiónova | Lourdes Domínguez Lino Arantxa Parra Santonja | 6−3, 6−2         |
| 2006 | Li Ting Sun Tiantian (2)                 | Gisela Dulko María Sánchez Lorenzo            | 6−2, 6−2         |
| 2005 | Li Ting Sun Tiantian                     | Michaëlla Krajicek Henrieta Nagyová           | 6−3, 6−1         |
| 2004 | Emmanuelle Gagliardi Janette Husárová    | Olga Blahotová Gabriela Navrátilová           | 6−3, 6−2         |
| 2003 | Petra Mandula Patricia Wartusch          | Maret Ani Emmanuelle Gagliardi                | 6−7, 7−6, 6−2    |
| 2002 | Elena Bovina Zsófia Gubacsi              | Barbara Rittner Maria Vento-Kabchi            | 6−3, 6−1         |
| 2001 | Kveta Hrdlickova Barbara Rittner         | Tina Križan Katarina Srebotnik                | 3−6, 7−5, 6−1    |
| 2000 | Tina Križan Katarina Srebotnik           | Amanda Hopmans Cristina Torrens Valero        | 6−0, 7−6         |
| 1999 | Alicia Ortuno Cristina Torrens Valero    | Rita Kuti-Kis Anna Földényi                   | 7−6, 3−6, 6−3    |
| 1998 | Caroline Dhenin Émilie Loit              | Radka Bobková Caroline Schneider              | 6−2, 6−3         |